# Limbo of the Lost
Limbo of the Lost es un juego del género de point and click desarrollado por Majestic Studios para PC lanzado en 2007. El juego tiene como protagonista a Benjamin Briggs, capitán del Mary Celeste, mientras explora el Limbo. Los jugadores actúan como una guía omnipresente para Briggs durante su aventura.
El desarrollo de Limbo of the Lost comenzó a principios de la década de 1990 como un género de aventura de texto gráfico para Atari ST y Amiga 500. Debido a la disminución de la demanda de estas plataformas, el juego se archivó inicialmente, pero luego se volvió a desarrollar para PC durante la década de 2000. Unos meses después de su lanzamiento en América del Norte en 2008, se retiraron todas las copias de Limbo of the Lost que había en distribución cuando se descubrió que el juego plagiaba prácticamente todo su contenido de otros títulos.

## Juego
Limbo of the Lost es un juego de aventuras gráficas de point and click. Los jugadores dirigen al personaje por el mundo del juego, haciendo clic con el mouse de la computadora para interactuar con objetos y personajes.

## Historia
La historia de Limbo of the Lost tiene como protagonista a Benjamin Briggs, el histórico capitán del Mary Celeste. En 1872, el Mary Celeste fue descubierto vacío; el destino de Briggs y el resto de la tripulación sigue siendo un misterio. El juego pone a Briggs directamente en el Limbo sin razón conocida, donde tiene que ayudar a Destiny en una guerra contra Fate.
El Capitán Briggs es retratado como entomofóbico (miedo a los insectos). A lo largo del juego, debe enfrentar su miedo para completar acertijos y progresar más. Los personajes del juego reconocen la existencia del jugador (descrito como un "guía espiritual"), y durante la secuencia final el jugador, en lugar de Briggs, se convierte en el protagonista de la resolución de acertijos. Briggs se queja con el jugador de vez en cuando sobre sus sentimientos sobre el entorno y lo que se le ha pedido que haga. Si el jugador no mueve el mouse durante un período de tiempo, Briggs se lo hará saber al jugador.

## Desarrollo
A principios de la década de 1990, Steve Bovis y Tim Croucher desarrollaron la idea inicial del juego. Bovis y Croucher crearon una demostración de un juego de aventuras de texto gráfico para Atari ST. El dúo mostró la demostración a los editores, que solo estaban interesados si el juego estaba terminado. Después de intentar sin éxito expandir el equipo de desarrollo, la pareja archivó el proyecto porque los editores ya no estaban interesados en hacer juegos para Atari ST. En 1995, Bovis, Croucher y el nuevo miembro del equipo, Laurence Francis, comenzaron a trabajar en el juego nuevamente, esta vez como una aventura gráfica del tipo point and click para Amiga 500. El editor Rasputin Software, propiedad de Grandslam Entertainment, acordó publicar el juego, y Limbo of The Lost fue portado a Amiga 1200 y Amiga CD32. Limbo of the Lost nunca se publicó, ya que la demanda de juegos para Amiga 1200 y CD32 había caído.
En 2003, después de aprender PC y herramientas de desarrollo 3D, Bovis volvió con el desarrollo de Limbo of the Lost. Con Croucher y Francis, rediseñó el juego, manteniendo solo el concepto y ciertos diseños de personajes del juego original. Los socios organizaron la publicación del juego en Europa a finales de 2007 por G2 Games. En 2008, Tri Synergy anunció que daría a Limbo of the Lost un lanzamiento generalizado en América del Norte. En junio de 2008, solo se podían encontrar copias del comunicado en eBay y en un pequeño minorista asiático.

## Plagio
El 11 de junio de 2008, GamePlasma publicó un artículo que mostraba que ciertos lugares en Limbo of the Lost eran idénticos al juego The Elder Scrolls IV: Oblivion.
Después de esta revelación, otras investigaciones sobre el juego descubrieron entornos y recursos tomados de muchos otros juegos, incluidos Sea Dogs y World of Warcraft, mientras que el cursor se tomó del juego Black & White 2.
Ciertos lugares en Limbo of the Lost también se parecían a partes deThief: Deadly Shadows. El juego muestra a su personaje principal caminando cerca de las puertas de "Hambruna", "Sequía" y "Enfermedad", que es idéntica a la "Biblioteca del Guardián" de Thief.
El 12 de junio de 2008, la editorial Tri Synergy anunció que había detenido la distribución de Limbo of the Lost mientras investigaba las denuncias de plagio. Tri Synergy dijo que no tenía conocimiento de que Majestic Studios usara el trabajo de otros juegos sin permiso y dijo que se había puesto en contacto con Majestic Studios para obtener una respuesta.
El 24 de junio de 2008, se citó a Majestic Studios diciendo:

En respuesta a la impactante información de que se han encontrado algunos materiales supuestamente no autorizados con derechos de autor enviados por fuentes externas al equipo de desarrollo dentro del juego para PC Limbo of the Lost, nosotros [el equipo de desarrollo] hemos dado nuestro consentimiento y cooperación total a ambos editores que están llamando inmediatamente a todas las unidades de todos los territorios. [...] Hasta donde sabemos, nadie en Majestic, [editor europeo] G2Games o [editor norteamericano] Tri Synergy, Inc. conocía esta infracción y, a sabiendas, participó en ella.

El 30 de julio de 2008, Tim Croucher y Laurence Francis anunciaron su salida de Majestic Studios con la siguiente declaración:

Debido al comportamiento de ciertos miembros del equipo de Majestic Studios, el Sr. T. Croucher y el Sr. L. Francis desean anunciar su salida de Majestic Studios; y me gustaría que se supiera que han cortado todas las conexiones, lazos y vínculos con los miembros restantes del equipo de Majestic.

Al Sr. Croucher le gustaría que se supiera que su responsabilidad de entrada para Limbo of the Lost fue: investigación, algo de actuación vocal y diseño de puzzles.
Al Sr. Francis le gustaría que supiera que su responsabilidad de entrada para Limbo of the Lost fue: tema de apertura original y música de introducción, escritura de guiones de personajes para Darkmere, diseño de rompecabezas y actuación de voz, particularmente la de B. S. Briggs.
Tanto el Sr. Croucher como el Sr. Francis tenían voz y control sobre: los gráficos, la representación, la codificación y el diseño de la pantalla del juego.

Por lo que sabían tanto el Sr. Croucher como el Sr. Francis, todo el material presentado debía ser original; tanto el Sr. Croucher como el Sr. Francis intentaron adherirse a esta cláusula contractual.

## Recepción
El juego recibió críticas extremadamente negativas, como ejemplo la revista CD-Action con un -1 o el sitio web de Metacritic.
En 2010, UGO incluyó el juego en el artículo "Los 11 finales de juego más extraños", comentando: "Una cosa que seguro que no fue robada fue el final loco del juego, que hay que verlo para creerlo".

## Juego creado por fanes
En 2008, poco después de su lanzamiento, los fanáticos crearon "Macarena of the Missing", que describieron como "una versión pirata de Limbo of the Lost".